# Премія Петрарки
Премія Петрарки (нім. Petrarca-Preis) — міжнародна літературна премія, яку присуджують письменникам та перекладачам. Заснована у 1975 році німецьким істориком Губертом Бурдою. 1995 року була призупинена і свою діяльність відновила з 2010 року. Грошовий фонд премії складає близько 20 000 євро, які діляться між лауреатами різних номінацій.

## Лауреати
- 1975 — Рольф Дітер Брінкман
- 1976 — Сара Кірш и Ернст Майстер
- 1977 — Герберт Ахтернбуш
- 1978 — Альфред Коллеріч
- 1979 — Збіґнєв Герберт
- 1980 — Людвіг Холь
- 1981 — Томас Транстремер
- 1982 — Ільзе Айхінгер
- 1983 — Герхард Майєр
- 1984 — Густа Янус
- 1987 — Герман Ленц
- 1988 — Філіп Жаккотте
- 1989 — Ян Скацел
- 1990 — Пауль Вюр
- 1991 — Джон Берджер
- 1992 — Майкл Гамбургер
- 1993 — Геннадій Айгі
- 1994 — Гельмут Фербер
- 1995 — Лес Маррей
- 2010 — П'єр Мішон та Еррі Де Лука
- 2011 — Джон Бернсайд та Флоріан Ліпуш
- 2012 — Міодраг Павлович та Кіто Лоренц
- 2013 — Адоніс та Робін Робертсон
- 2014 — Франц Мон та Томас Венцлова